# IEEE Intelligent Systems
IEEE Intelligent Systems és una publicació acadèmica realitzada mitjançant el sistema de peer-review. És publicada per la IEEE Computer Society i promocionada per la Association for the Advancement of Artificial Intelligence, British Computer Society, i l'European Coordinating Committee for Artificial Intelligence. Va ser publicada per primera vegada el 1986 amb el títol IEEE expert, de manera trimestral, i posteriorment el 1990 va passar a ser de caràcter bimensual, canviant el 1997 seu nom a IEEE Intelligent Systems & Their Applications. Va modificar finalment el seu nom per l'actual el 2001. El seu editor en cap és Daniel Zeng (Universitat d'Arizona). Segons el Journal Citation Reports, el 2013 tenia un factor d'impacte de 1.920. Pel seu 25è aniversari, la revista va realitzar un "Saló de la Fama"' i els 10 finalistes van ser anunciats dins 2011.